# Ah-Muzen-Cab
Ah-Muzen-Cabは蜂及び蜂蜜を司るマヤ神話の神。常に逆立ち状態で描かれており、メキシコのトゥルムの神殿に祀られている”The Descending God”と同じである可能性がある。古代マヤ人が利用していた蜂は針を持たない、Melipona BeecheiiとMelipona yucatanicaである。